# 服部高宏
服部 高宏（はっとり たかひろ、1961年 - ）は、日本の法学者（法哲学）。京都大学法学部教授。主要な研究テーマは(1)連邦制、二院制、政府・議会関係等を中心とするドイツの統治の仕組み、および(2)患者の権利や福祉を含むケアの制度化・法制化である。

## 略歴
- 1961年 - 三重県四日市市に生まれる
- 1984年 - 京都大学法学部卒業
- 1986年 - 京都大学大学院法学研究科修士課程修了
- 1988年 - 同博士後期課程中退、京都大学法学部助手
- 1989年 - 國學院大學法学部専任講師
- 1992年 - 同助教授
- 1994年 - 岡山大学法学部助教授
- 1999年 - 同教授
- 2003年 - 京都大学大学院法学研究科教授

## 所属学会
- 日本法哲学会

## 著作

### 共著
- （平野仁彦・亀本洋）『法哲学』（有斐閣、2002年）
- （平井亮輔（編）・若松良樹・那須耕介・植木一幹・玉木秀敏・高井裕之・中山竜一）『正義-現代社会の公共哲学を求めて-』（嵯峨野書院、2004年）
- 『法と倫理のコラボレーション--活気ある社会への規範形成--』（国際高等研究所、2013年）
- （平野仁彦・亀本洋・川濵昇）『現代法の変容』（有斐閣、2013年）

### 翻訳
- （佐藤幸治・平松毅・初宿正典）『現代社会における国家と法-阿部照哉先生喜寿記念論文集』（成文堂、2007年）

- フリチョフ・ハフト『レトリック流交渉術』（木鐸社、1993年）

### 共訳
- （亀本洋・山本顕治・平井亮輔）ウルフリット・ノイマン『法的議論の理論』（法律文化社、1997年）
- （都筑広巳・野崎和義・松村格）トルシュタイン・エックホフ&ニルス・クリスチャン・ズンドビー『法システム―法理論へのアプローチ』（ミネルヴァ書房、1997年）
- （赤間聡）ステファン・エルフェンバイン『ニューヨークタイムズ―あるメディアの権力と神話』（木鐸社、2001年）

## その他
- 「ケア・正義の対比から何が見えるか-ケアの制度構築に向けて-」（特定非営利活動法人PACガーディアンズ『自己決定／後見支援研究会報告書　障害のある人の生涯を支え合う社会づくりのために』75頁〜97頁）
- 「現代の法思想を支える碩学たち（第1回〜第24回）」（『法学教室』367号〜390号、有斐閣、2011年4月〜2013年3月）

## 役職
- 日本法哲学会理事（平成11年11月より）
- 日独法学会理事（平成18年11月より）
- 京都弁護士会綱紀委員会委員（平成17年4月より）
- 特定非営利活動法人コピーマート研究所理事（平成19年4月より）
- （財）国際高等研究所企画委員会委員（平成19年4月より平成23年3月まで）
- 裁判所書記官等試験委員会臨時委員・家庭裁判所調査官試験委員会臨時委員（平成20年度〜平成25年度）